# Llacuash
Los llacuash son una etnia quechua que habita en la región amazónica de los ríos Huallaga, Cainarachi, Mayo, Shanusi y Sisa, en el departamento de San Martín en Perú. Hablan una lengua quechua denominada Quechua lamista.

## Historia
Se considera a los autodenominados Llacuash como descendientes de los Pocras y Chancas, que al ser derrotados por los incas se refugiaron en la selva nororiental del Perú. Por tanto los quechuas lamistas o llacuash son resultado de un proceso de transformación cultural.
Hacia 1538 Riva Herrera funda la ciudad de Lamas, reuniendo a seis grupos indígenas (los lamas, tabalosos, amasifuynes, cascabosoas, jaumuncos y payanos) que fueron repartidos en encomiendas. Posteriormente, bajo el régimen jesuita se les impuso el quechua como lingua franca, fue así que estos grupos transformaron su unidad territorial.
Durante la época republicana el gobierno peruano impulsó la colonización de la región amazónica, lo que convirtió a los llacuash en una minoría en la región, pasando a ser el quechua y la vestimenta introducida por los jesuitas sus elementos étnicos básicos.
Luego de la colonización de la región y la construcción de la carretera marginal de la selva, se produjo una serie de cambios que afectaron a los Llacuash como el deterioro de los recursos naturales, la expansiòn de la ganadería y la agricultura comercial, explotación de cocales e incremento del narcotráfico.

## Demografía
Se estima que alrededor de un cuarto de la población de la ciudad de Lamas es de origen Llacuash, poseen su propio barrio, conocido como "Huayku" (transliterado, Huayco en castellano). Se estima que entre 2,000 y 3,000 personas de este origen étnico habitan en las ciudades de Moyobamba y Tarapoto.
Pequeños villorrios en los valles del Río Mayo, Sisa y Huallaga están habitados por esta etnia.

## Organización
Destaca la organización en ayllus, barrios y la división en mitades.
El ayllu lo constituye la parentela de un individuo (parientes paternos y maternos). Este ayllu está organizado alrededor de un varón mayor de edad y de gran prestigio (en algunos casos también se forma alrededor de mujeres). Muchas veces los ayllus giran sus relaciones alrededor de un shamán.
Si bien el ayllu es formado por parentesco bilateral (padre - madre) presenta un sesgo patrilateral. Como ejemplo, los derechos sobre las tierras y a los utensilios son transmitidos entre varones, al igual que los apellidos. En cambio las hijas reciben posesiones femeninas de sus madres.
Los ayllus se ubican dentro de barrios. Estos barrios son unidades sociales y territoriales a manera de un gran ayllu extendido. Los barrios se dividen en dos mitades endógamas, es decir que se forman alianzas matrimoniales entre los ayllus de una misma mitad. Asimismo se dan luchas rituales entre los miembros de estas dos mitades.
El matrimonio entre primos paralelos y cruzados está prohibido, y sólo se permiten matrimonios entre individuos de ayllus distintos. Las reglas de residencia las ponen los varones.

## Instrumentos musicales
- Flauta
- Pífano
- Quena
- Tambor
- Yundadora
- Yupana